# Luigi Antoldi
Luigi Antoldi (... – Mantova, 1878) è stato un incisore italiano.

## Biografia
È noto per aver fatto molte stampe litografiche di dipinti antichi.  Nel 1838 ha pubblicato un libro di stampe da dipinti di Andrea Mantegna. La sua litografia Ritratto della contessa Giulia Magnaguti sposata Gerardi di Pietrapiana è attualmente in Lombardia. Non è chiaro se egli era legato a Francesco Antoldi, che ha pubblicato la guida di un viaggiatore a Mantova nel 1817.